# Iglesia de la Natividad de Nuestra Señora (San Román de Campezo)
La iglesia de la Natividad de Nuestra Señora es un templo católico situado en el concejo de San Román de Campezo, en el municipio español de Bernedo.

## Descripción
El edificio se encuentra en el concejo alavés de San Román de Campezo, en la comunidad autónoma del País Vasco. Con portada del siglo XVI, está protegido bajo la categoría de «zona de presunción arqueológica». Se menciona como iglesia parroquial del lugar en el Diccionario geográfico-estadístico-histórico de España y sus posesiones de Ultramar de Pascual Madoz, donde se dice que a mediados del siglo XIX estaba «servida por 2 beneficiados, uno de ellos cura amovible, á voluntad del ob.». Décadas después, ya en el siglo XX, Vicente Vera y López vuelve a reseñarla en el tomo de la Geografía general del País Vasco-Navarro dedicado a Álava; aunque bajo la advocación incorrecta de Santa María, dice: «Su parroquia es de categoría rural de primera clase, pertenece al arciprestazgo de Campezo».
Los registros sacramentales de bautismos, matrimonios y decesos generados por la parroquia de la Natividad de Nuestra Señora desde el siglo XV hasta el final del XIX se conservan con los del resto de iglesias de la provincia en el Archivo Histórico Diocesano de Vitoria, donde pueden consultarse.